# Список ранее не идентифицированных звуков
Ниже приведён список неопознанных или ранее неопознанных звуков. Все звуковые файлы NOAA в этой статье были ускорены как минимум в 16 раз, чтобы повысить разборчивость за счёт сжатия и повышения частоты от инфразвука до более слышимого и воспроизводимого диапазона.

## Ранее неопознанные звуки

### NOAA
Национальное управление океанических и атмосферных исследований США (NOAA) с помощью автономной гидрофонной системы в экваториальной части Тихого океана (SOSUS) обнаружило следующие ранее не идентифицированные звуки. С тех пор исследователи предполагают, что эти звуки имеют вулканическое и ледниковое происхождение.

#### «Upsweep»

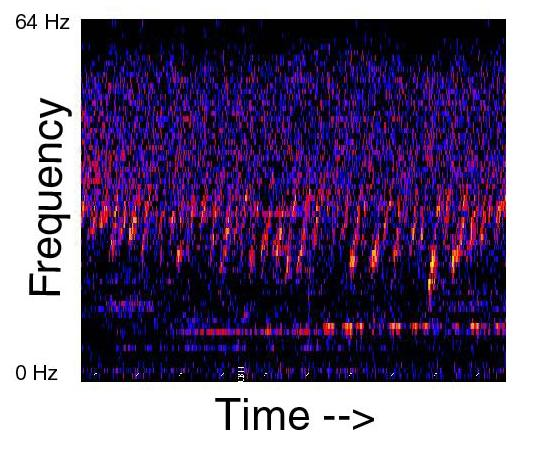
Спектрограмма «Upsweep».

«Upsweep» (с англ. — «Подъём») — это неопознанный звук, регистрируемый экваториальными автономными гидрофонными аппаратами американского NOAA. Этот звук был слышен, когда Тихоокеанская морская экологическая лаборатория начала регистрировать свою систему звукового наблюдения SOSUS в августе 1991 года. Он состоит из длинного ряда узкополосных свистящих звуков продолжительностью в несколько секунд каждый. Уровень звука в источнике достаточно высок, чтобы его можно было записать по всему Тихому океану.
Судя по всему, звук носит сезонный характер и обычно достигает пика весной и осенью, но неясно, связано ли это с изменениями в источнике звука или с сезонными изменениями в среде распространения. Источник звука можно приблизительно локализовать на 54° южной широты и 140° западной долготы, между Новой Зеландией и Южной Америкой. Учёные/исследователи из NOAA предполагают, что звук является результатом подводной вулканической активности. Уровень звука (громкости) «Upsweep» снижается с 1991 года, но его всё ещё можно обнаружить с помощью экваториальных автономных гидрофонных массивов NOAA.

#### «Whistle»

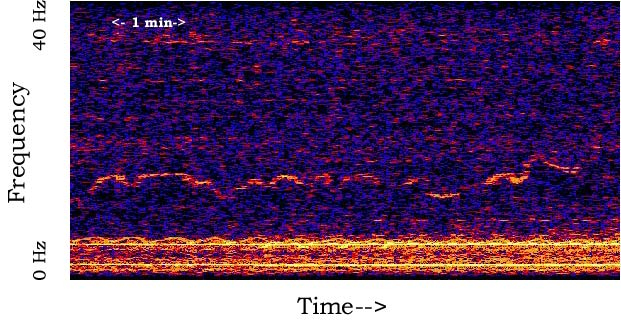
Спектрограмма «Whistle».

«Whistle» (с англ. — «Свист») — этот звук был записан автономным гидрофоном в восточной части Тихого океана 7 июля 1997 года в 07:30 по Гринвичу. По данным NOAA, «Whistle» похож на вулканические звуки, ранее записанные в Марианской вулканической дуге Тихого океана. NOAA также заявило, что для определения источника события требуется как минимум три записывающих устройства, а поскольку «Whistle» был зафиксирован только на гидрофоне NW, звук мог распространиться на большое расстояние от вулкана-источника до того, как его обнаружили.

#### «Bloop»

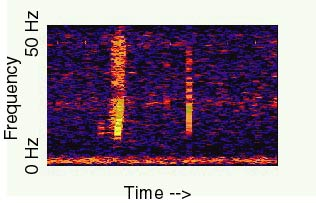
Спектрограмма «Bloop».

«Bloop» (с англ. — «Бульк») — это название сверхнизкочастотного и чрезвычайно мощного подводного звука, обнаруженного NOAA в 1997 году. Этот звук похож на шум, возникающий при ледяных толчках в крупных айсбергах или при столкновении крупных айсбергов с дном океана.
Источник звука был приблизительно локализован в удалённой точке южной части Тихого океана к западу от южной оконечности Южной Америки. Звук был несколько раз зафиксирован автономной гидрофонной системой в экваториальной части Тихого океана.
Согласно описанию NOAA, он «быстро нарастал по частоте в течение примерно одной минуты и имел достаточную амплитуду, чтобы его можно было услышать на нескольких датчиках на расстоянии более 5000 км (3100 миль)». Кристофер Фокс из NOAA не считал, что его источником было какое-либо искусственное сооружение, например подводная лодка или бомба. Хотя звуковой профиль «Bloop» действительно напоминает звуки, издаваемые живыми существами, источник был загадкой как потому, что он отличался от известных звуков, так и потому, что он был в несколько раз громче, чем самое громкое из зарегистрированных животных — синий кит.
Программа NOAA Vents связала «Bloop» с крупным ледяным землетрясением. Спектрограммы многих ледяных землетрясений похожи на «Bloop», как и амплитуда, необходимая для их обнаружения, несмотря на расстояние более 5000 км (3100 миль). Это было обнаружено во время отслеживания айсберга A53a, который разрушился вблизи острова Южная Георгия в начале 2008 года. Это позволяет предположить, что айсберг (или айсберги), вызвавшие этот звук, скорее всего, находились между проливом Брансфилд и морем Росса или, возможно, у мыса Адэр в Антарктиде, известном источнике криогенных сигналов.

#### «Julia»

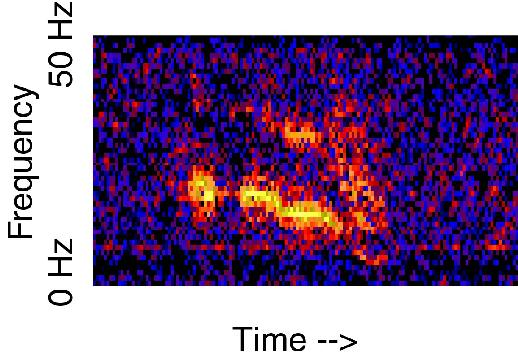
Спектрограмма «Julia».

«Julia» (с англ. — «Джулия») — это звук, записанный 1 марта 1999 года NOAA. В NOAA заявили, что источником звука, скорее всего, был большой айсберг, севший на мель у берегов Антарктиды. Звук был достаточно громким, чтобы его можно было услышать на всей автономной гидрофонной сети в экваториальной части Тихого океана, и длился около 2 минут 43 секунд. Из-за неопределённости азимута прибытия точку отправления можно было определить только в пределах между проливом Брансфилд и мысом Адэр.

#### «Slow Down»

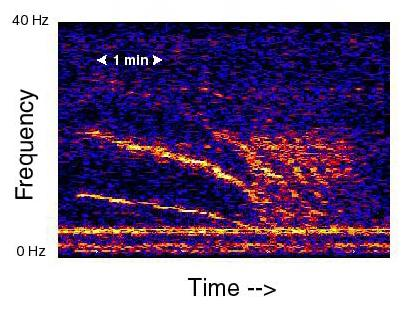
Спектрограмма «Slow Down».

«Slow Down» (с англ. — «Замедление») — это звук, записанный 19 мая 1997 года в экваториальной части Тихого океана Национальным управлением океанических и атмосферных исследований США. Источником звука, скорее всего, был большой айсберг, который сел на мель.
Название было дано из-за того, что звук медленно понижается по частоте в течение примерно семи минут. Он был записан с помощью автономной гидрофонной системы. С 1997 года этот звук улавливался несколько раз в год. Одна из гипотез о происхождении этого звука связана с движением льда в Антарктиде. Звуковые спектрограммы вибраций, вызванных трением, очень похожи на спектрограмму «Slow Down». Это позволяет предположить, что источником звука могло быть трение большого ледяного щита о сушу.

#### «Sea Train»

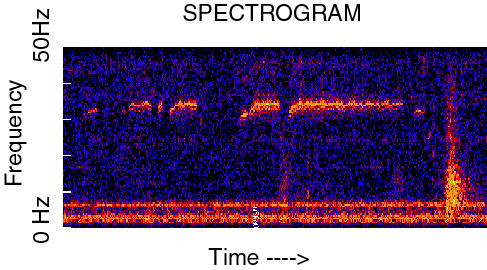
Спектрограмма «Sea Train».

«Sea Train» (с англ. — «Морской поезд») — так назвали звук, записанный 5 марта 1997 года на автономной гидрофонной станции в экваториальной части Тихого океана. Звук нарастает до квазипостоянной частоты. По данным NOAA, источником звука, скорее всего, является очень большой айсберг, застрявший в море Росса, недалеко от мыса Адэр.

### Другие идентифицированные звуки
- «Bio-duck» — крякающий звук, издаваемый антарктическим малым полосатым китом[11][12].
- «Шумы в Мудусе» — странные звуки, слышимые в Мудусе, штат Коннектикут, которые позже были приписаны микроземлетрясениям[13].

## Неопознанные звуки на сегодняшний день
- Гул — постоянный и навязчивый низкочастотный гул, грохот или жужжание, слышимое многими, но не всеми людьми. Ему приписывают различные причины, в том числе местные механические источники, часто связанные с промышленными предприятиями, а также проявления шума в ушах или других биологических слуховых эффектов.
- Туманные взрывы или небесные землетрясения — явление, обычно возникающее вблизи крупных водоёмов. Звук сравнивают с отдалённым пушечным выстрелом или громом.
- «The Ping» (описываемый как «гул и жужжание», «звуки которого пугают морских животных») — был зафиксирован гидролокаторами с борта судна в проливе Фьюри-энд-Хекла на севере Канады летом 2016 года. Он был исследован канадскими военными властями, которые не обнаружили никаких аномалий на морском дне, откуда исходил звук. Возможные причины включают местные гидролокационные исследования или акустику арктических льдов[14].